# 布里特科格爾山
47°30′3″N 13°17′39″E / 47.50083°N 13.29417°E
布里特科格爾山（德語：Brietkogel），是奧地利的山峰，位於該國中部，由薩爾茨堡州負責管轄，屬於北石灰岩山脈中滕嫩山脈的一部分，海拔高度2,316米。